# Liste der Kulturdenkmale in Pirna (Altstadt) (A–K)

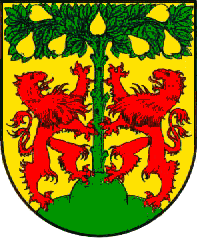
Stadtwappen

In der Liste der Kulturdenkmale in Pirna (Altstadt) sind sämtliche Kulturdenkmale der sächsischen Stadt Pirna verzeichnet, die bis 2017 vom Landesamt für Denkmalpflege Sachsen erfasst wurden und im Sanierungsgebiet der „Altstadt Pirna“ liegen. Darin eingeschlossen ist vor allem das Gebiet innerhalb der einstigen Stadtmauer.
In der Altstadt von Pirna liegen gut 300 der insgesamt rund 1.300 Kulturdenkmale Pirnas.
Die Anmerkungen sind zu beachten.
Diese Liste ist eine Teilliste der Liste der Kulturdenkmale in Pirna. 

Diese Liste ist eine Teilliste der Liste der Kulturdenkmale in Sachsen.
Aufgrund der hohen Anzahl der Kulturdenkmale wurde die alphabetisch nach Adressen geordnete Liste in folgende zwei Teillisten untergliedert:
- Liste der Kulturdenkmale in Pirna (Altstadt) (A–K)
- Liste der Kulturdenkmale in Pirna (Altstadt) (L–Z)

Diese Teilliste enthält alle Kulturdenkmale in den Straßen von A–K.

## Legende
- Bild: Bild des Kulturdenkmals, ggf. zusätzlich mit einem Link zu weiteren Fotos des Kulturdenkmals im Medienarchiv Wikimedia Commons. Wenn man auf das Kamerasymbol klickt, können Fotos zu Kulturdenkmalen aus dieser Liste hochgeladen werden:
- Bezeichnung: Denkmalgeschützte Objekte und ggf. Bauwerksname des Kulturdenkmals
- Lage: Straßenname und Hausnummer oder Flurstücknummer des Kulturdenkmals. Die Grundsortierung der Liste erfolgt nach dieser Adresse. Der Link (Karte) führt zu verschiedenen Kartendiensten mit der Position des Kulturdenkmals. Fehlt dieser Link, wurden die Koordinaten noch nicht eingetragen. Sind diese bekannt, können sie über ein Tool mit einer Kartenansicht einfach nachgetragen werden. In dieser Kartenansicht sind Kulturdenkmale ohne Koordinaten mit einem roten bzw. orangen Marker dargestellt und können durch Verschieben auf die richtige Position in der Karte mit Koordinaten versehen werden. Kulturdenkmale ohne Bild sind an einem blauen bzw. roten Marker erkennbar.
- Datierung: Baubeginn, Fertigstellung, Datum der Erstnennung oder grobe zeitliche Einordnung entsprechend des Eintrags in der sächsischen Denkmaldatenbank
- Beschreibung: Kurzcharakteristik des Kulturdenkmals entsprechend des Eintrags in der sächsischen Denkmaldatenbank, ggf. ergänzt durch die dort nur selten veröffentlichten Erfassungstexte oder zusätzliche Informationen
- ID: Vom Landesamt für Denkmalpflege Sachsen vergebene, das Kulturdenkmal eindeutig identifizierende Objekt-Nummer. Der Link führt zum PDF-Denkmaldokument des Landesamtes für Denkmalpflege Sachsen. Bei ehemaligen Kulturdenkmalen können die Objektnummern unbekannt sein und deshalb fehlen bzw. die Links von aus der Datenbank entfernten Objektnummern ins Leere führen. Ein ggf. vorhandenes Icon  führt zu den Angaben des Kulturdenkmals bei Wikidata.

## Liste der Kulturdenkmale in Pirna (Altstadt)
| Bild                                    | Bezeichnung | Lage                                                     | Datierung | Beschreibung | ID       |
| --------------------------------------- | --- | -------------------------------------------------------- | --- | --- | -------- |
| Weitere Bilder                          | Denkmalschutzgebiet Altstadt Pirna | (Karte)                                                  | 14. Jh. – Anfang 20. Jh. (Denkmalschutzgebiet) | Denkmalschutzgebiet Altstadt Pirna | 09301764 |
|                                         | Sachgesamtheit Stadtmauer und Wallanlage; Promenade | (Karte)                                                  | 13. Jh. (Stadtbefestigung), 3. Viertel 19. Jh. (Ringanlage)                                                                                       | Sachgesamtheit Stadtmauer und Wallanlage: Reste der Stadtmauer (auch bei allen Überbauungen), am Schlossberg Westseite mit den Resten des Weißen Turms, am Schlossberg Nordseite mit den Resten eines Mauerturms, Schießscharten in der Stadtmauer bei Lange Straße 25 und hinter der Kirche St. Kunigunde, Reste der zwei Mauertürme südlich der Schmiedestraße, Sockelteil des Obertorturmes bei Obere Burgstraße 10, Fundamentreste des Torhäuschens vom Obertor unter der Straße an der Nordseite des Tischerplatzes, Zwingermauer bei „Am Zwinger“ West und hinter Dr.-W.-Külz-Straße 7 und 8 und bei Obere Burgstraße 9, Halbturmreste der inneren Stadtgrabenmauer bei Dr.-W.-Külz-Straße 8 und unter der Erde vor dem Parkhaus Grohmannstraße, weiterhin mit der Promenade (Gartendenkmal) auf den ehemaligen Wallanlagen vor der Stadtmauer (Obere Burgstraße, Dr.-W.-Külz-Straße, Dohnaischer Platz, Grohmannstraße bis Klosterhof) mit folgenden Einzeldenkmalen: Julius-Otto-Denkmal (Einzeldenkmal ID-Nr. 09220279), Plastik „Kleiner Faun“ (Einzeldenkmal ID-Nr. 09223724) und Denkmal für die Opfer des Faschismus (Einzeldenkmal ID-Nr. 09301496); baugeschichtlich, gartenkünstlerisch, ortsgeschichtlich und ortsbildprägend von Bedeutung. | 09223768 |
|                                         | Schleppdampfer Sachsenwald; Schleppdampfer Ida-Erna (ehem.): Schleppdampfer |                                                          | 1914 (Schleppdampfschiff) | Schleppdampfer; letzter Schraubenschleppdampfer auf der Elbe, von verkehrshistorischer Bedeutung, 1914 auf der Werft Gebr. Wiemann unter dem Namen »Ida-Erna« vom Stapel gelassen, seit 1935 unter dem Namen »Sachsenwald«. | 09229967 |
| Weitere Bilder                          | Brunnentrog auf dem Marktplatz (südwestlich des Rathauses) | Am Markt (Karte)                                         | bezeichnet 1774 (Brunnen) | künstlerisch, technikgeschichtlich und ortsbildprägend von Bedeutung. Der im südwestlichen Teil des Marktplatzes befindliche monolithische Wassertrog ist einer der großen Sandsteinbrunnen am Markt. Der Standort blieb seit der Aufstellung unverändert. Vorgänger des Sandsteinbrunnens war ein hölzerner Röhrkasten, der auf der bekannten Marktansicht von Bernardo Bellotto (Der Marktplatz von Pirna) dargestellt ist. | 09220407 |
| Weitere Bilder                          | Brunnentrog auf dem Marktplatz (südöstlich des Rathauses) | Am Markt (Karte)                                         | bezeichnet 1780 (Brunnen) | künstlerisch, technikgeschichtlich und ortsbildprägend von Bedeutung. Der im südöstlichen Teil des Marktplatzes befindliche monolithische Wassertrog ist einer der großen Sandsteinbrunnen am Markt. Der Standort blieb seit der Aufstellung unverändert. Vor dem Haus des Bürgermeisters Volkamer (Am Markt 9) befand sich bereits 1676 als Vorgänger des heutigen Brunnens ein hölzerner Röhrkasten. | 09220406 |
| Weitere Bilder                          | Brunnentrog auf dem Marktplatz (nordöstl. des Rathauses) | Am Markt (Karte)                                         | bezeichnet 1775 (Brunnen) | künstlerisch, technikgeschichtlich und ortsbildprägend von Bedeutung Der im nordöstlichen Teil des Marktplatzes befindliche monolithische Wassertrog ist einer der großen Sandsteinbrunnen am Markt. Bereits 1676 bestand hier ein hölzerner Röhrkasten. Der Standort blieb seit der Aufstellung unverändert. 1905 wurde der Brunnen um einen Sockel erweitert, auf welchem ein Denkmal für König Albert errichtet wurde. Das Denkmal wurde 1942 zur Materialgewinnung eingeschmolzen. | 09220663 |
| Weitere Bilder                          | Rathaus | Am Markt 1; 2 (Karte)                                    | 1555–1556 (Rathaus) | Rathaus; baugeschichtlich, kunstgeschichtlich, künstlerisch, ortsbildprägend, ortsgeschichtlich und städtebaulich von Bedeutung, mehrflügeliger Giebelbau (mit Turm) im Stil der Renaissance, barocke Umbauten, Erweiterung im Stil der deutschen Neorenaissance, freistehend in der Mitte des Marktes. | 09221177 |
| Weitere Bilder                          | Peter-Ulrich-Haus; Tom-Pauls-Theater | Am Markt 3 (Karte)                                       | 1505–1506 (Wohnhaus) | Wohnhaus in geschlossener Bebauung, Eckhaus; baugeschichtlich, kunstgeschichtlich und städtebaulich von Bedeutung, spätmittelalterlicher Bau, nach hinten Richtung Kirche zum Nachbarhaus Volutengiebel, spätgotisches Sitznischenportal, spätgotische Fenstergewände mit Stabwerk, im Innern Reste einer Bohlenstube. | 09220023 |
| Weitere Bilder                          | Hakenhaus | Am Markt 4 (Karte)                                       | 1717 (Wohnhaus) | Wohnhaus (zwei Hausteile) in geschlossener Bebauung und Seitenflügel im Hof (ein Grundstück mit Kirchplatz 12); mit Ladeneinbau, baugeschichtlich, sozialgeschichtlich und städtebaulich von Bedeutung, ein Hakenhaus ist das Haus eines Kleinschmieds, barockes Portal, heute Hotel Pirn`scher Hof | 09220024 |
| Weitere Bilder                          | Hakenhaus | Am Markt 5 (Karte)                                       | 1717 (Wohnhaus) | Wohnhaus in geschlossener Bebauung und Hinterhaus (Grundstück reicht bis zum Kirchplatz); mit Ladeneinbau, baugeschichtlich, sozialgeschichtlich und städtebaulich von Bedeutung, ein Hakenhaus ist das Haus eines Kleinschmieds | 09220261 |
| Weitere Bilder                          | Hakenhaus | Am Markt 6 (Karte)                                       | 1717 (Wohnhaus) | Wohnhaus in geschlossener Bebauung, Eckhaus (zum Grundstück gehört auch Kirchgasse 1); mit Ladeneinbau, baugeschichtlich, sozialgeschichtlich und städtebaulich von Bedeutung, ein Hakenhaus ist das Haus eines Kleinschmieds | 09221176 |
| Weitere Bilder                          | Canaletto-Haus | Am Markt 7 (Karte)                                       | Anfang 16. Jh. (Wohnhaus) | Wohnhaus mit platzbeherrschendem Giebel; baugeschichtlich, künstlerisch, städtebaulich und ortsbildprägend von Bedeutung, ein Renaissancegebäude mit einigen noch spätgotischen Details; Das Haus ist eines der stadtbildprägendsten Gebäude Pirnas. Es entstand um 1525 infolge eines Gebäudeumbaus, wobei die heute ältesten vorhandenen Bauteile des Hauses aus der Mitte des 15. Jahrhunderts stammen. Nach dem Umbau verfügte das Haus allerdings nur über zwei Vollgeschosse mit vier Zwerchhäusern. Letztere wurden (vermutlich nach dem Dreißigjährigen Krieg) zu Gunsten eines dritten Vollgeschosses abgebrochen. Deshalb weist der markante und hohe Giebel einen „Knick“ auf. 1753/56 fertigte der Maler Bernardo Bellotto, genannt Canaletto, eine Marktansicht, die bereits die heutige Gebäudeform zeigt. Obwohl Canaletto selbst keine weitere Bindung zu dem Haus besaß, ging sein Name auf das Gebäude über. Das Haus wurde 1997–99 im Rahmen der Stadtsanierung grundlegend saniert und beherbergt heute u. a. die Touristinformation der Stadt. | 09220025 |
| Weitere Bilder                          | Wohnhaus, Eckhaus in halboffener Bebauung und Seitenflügel im Hof (ein Grundstück mit Schmiedestraße 48)                                                                                                  | Am Markt 8 (Karte)                                       | 1. Hälfte 18. Jh., bezeichnet 1689 (Wohnhaus) | baugeschichtlich, städtebaulich und platzbildprägend von Bedeutung, ein Barockbau mit mächtigem Mansarddach, im Inneren barocke Treppe mit Docken, jüngerer Ladeneinbau | 09220026 |
| Weitere Bilder                          | Volkamerhaus; Stadthaus 3 | Am Markt 9 (Karte)                                       | um 1500 (Wohnhaus) | Wohnhaus in geschlossener Bebauung (ein Grundstück mit Schmiedestraße 47); baugeschichtlich, städtebaulich und künstlerisch von Bedeutung, ein Renaissancegebäude mit schönem barocken Portal, im Inneren Wendeltreppe und Halle mit Kreuzgewölbe, späterer Ladeneinbau. | 09220027 |
| Weitere Bilder                          | Stadthaus 1 | Am Markt 10 (Karte)                                      | bezeichnet 1551, bezeichnet 1686 (Wohnhaus) | Wohnhaus in geschlossener Bebauung (ein Grundstück mit Schmiedestraße 46); baugeschichtlich und städtebaulich von Bedeutung, ein Renaissancegebäude, an der Fassade über dem Eingang die Bekrönung des ehem. Portals (dieses heute am Rathaus) | 09220028 |
| Weitere Bilder                          | Wohnhaus in geschlossener Bebauung | Am Markt 11 (Karte)                                      | bezeichnet 1527 (Wohnhaus) | baugeschichtlich und städtebaulich von Bedeutung, schlichtes Renaissancegebäude, mit Sitznischenportal (heute im Inneren) und Zellengewölbe, jüngerer Ladeneinbau | 09220029 |
| Weitere Bilder                          | Kurfürstliches Amtshaus (ehem.); Altes Amtshaus | Am Markt 12 (Karte)                                      | an der Fassade bezeichnet 1548 (Verwaltung) | Wohnhaus, ehemaliges Kurfürstliches Amtshaus und Seitenflügel im Hof (ein Grundstück mit Schmiedestraße 44); baugeschichtlich, künstlerisch und städtebaulich von Bedeutung, Fassade mit reicher ornamentaler Lisenengliederung, Fenstergewände mit Scheibenprofilen, jüngerer Ladeneinbau, Arkaden im Hof | 09220030 |
| Weitere Bilder                          | Wohnhaus, Eckhaus (zum Grundstück gehört Schössergasse 1) | Am Markt 14 (Karte)                                      | um 1500 (Wohnhaus) | baugeschichtlich, künstlerisch und städtebaulich von Bedeutung, ein Renaissancegebäude (mit Katzentreppengiebel zur Schössergasse) mit schönem barocken Portal, einmalige bemalte Holzbalkendecke im ersten Obergeschoss, jüngerer Ladeneinbau | 09220031 |
| Weitere Bilder                          | Wohnhaus in geschlossener Bebauung | Am Markt 15 (Karte)                                      | 2. Hälfte 16. Jh. (Wohnhaus) | mit jüngerem Ladeneinbau, baugeschichtlich und städtebaulich von Bedeutung, ein Renaissancegebäude | 09220032 |
| Weitere Bilder                          | Wohnhaus in Ecklage | Am Markt 16 (Karte)                                      | am Hauszeichen bezeichnet 1579 (Wohnhaus) | baugeschichtlich und städtebaulich von Bedeutung, im Kern ein Renaissancebau, mit Ladeneinbau | 09220033 |
| Weitere Bilder                          | Löwenapotheke (ehem.) | Am Markt 17 (Karte)                                      | 1515 (Wohnhaus) | Wohnhaus in geschlossener Bebauung, mit Seitenflügel im Hof (gemeinsamer Hof mit Am Markt 18); baugeschichtlich, künstlerisch und städtebaulich von Bedeutung, ein Renaissancegebäude mit schönem Sitznischenportal, Ladeneinbau, im Hof hölzerne Galerie auf Säulen und Wendelstein, Gaststätte im Erdgeschoss | 09220034 |
| Weitere Bilder                          | Löwenapotheke (ehem.) | Am Markt 18 (Karte)                                      | um 1800 (Wohnhaus) | Wohnhaus in geschlossener Bebauung mit Seitenflügel zum Hof und Hinterhaus (gemeinsamer Hof mit Am Markt 17); baugeschichtlich und städtebaulich von Bedeutung, schöne Fassadengliederung des 19. Jh. | 09220035 |
| Weitere Bilder                          | Gasthaus „Zum Weißen Schwan“ | Am Markt 19 (Karte)                                      | bezeichnet 1699 (Gasthaus) | Gasthaus in geschlossener Bebauung; baugeschichtlich, platzbildprägend und städtebaulich von Bedeutung, schlichter Barockbau mit schönem Hauszeichen | 09220036 |
| Weitere Bilder                          | Marienhaus | Am Markt 20 (Karte)                                      | um 1500 bis 1700, bezeichnet 1514 (Marienfigur)                                                                                                   | Gasthaus und Wohnhaus (zwei Anschriften: Am Markt 20 und Töpfergasse 4) in Ecklage (das Nebengebäude an der Töpfergasse, siehe Töpfergasse 2); baugeschichtlich, künstlerisch und städtebaulich von Bedeutung, schönes barockes Portal, an der Gebäude-Ecke eine spätgotische Marienfigur (bezeichnet 1514). | 09220037 |
| Direkt Bild zu diesem Denkmal hochladen | Quellsammelbehälter oder Trinkwasser-Reinigungsanlage (unterhalb der Festung Sonnenstein) | Am Schloßberg (Karte)                                    | um 1860 (Wasserversorgungs- und Abwasseranlage)                                                                                                   | baugeschichtlich, ortsgeschichtlich und technikgeschichtlich von Bedeutung | 09223747 |
| Direkt Bild zu diesem Denkmal hochladen | Trinkwasser-Reinigungsanlage (unterhalb der Festung Sonnenstein) | Am Schloßberg (Karte)                                    | wahrscheinlich um 1860 (Wasserversorgungs- und Abwasseranlage)                                                                                    | baugeschichtlich, ortsgeschichtlich und technikgeschichtlich von Bedeutung | 09223746 |
| Direkt Bild zu diesem Denkmal hochladen | Sog. Pienitzbehälter: Quellsammelbehälter (unterhalb der Festung Sonnenstein) | Am Schloßberg (Karte)                                    | um 1860, wahrscheinlich um 1910 umgebaut (Wasserversorgungs- und Abwasseranlage)                                                                  | baugeschichtlich, ortsgeschichtlich und technikgeschichtlich von Bedeutung, benannt nach dem Bürgermeister Pienitz (1851–1883), der auf dem Grundstück einen Garten hatte | 09223745 |
| Weitere Bilder                          | Wohnhaus mit seitlicher Freitreppe, Einfriedungsmauer des Grundstücks und Brunnen am Haus | Am Schloßberg 2 (Karte)                                  | bezeichnet 1840 (Wohnhaus) | baugeschichtlich und städtebaulich von Bedeutung, klassizistisches Bauwerk | 09220051 |
| Weitere Bilder                          | Wohnhaus (Am Schloßberg 4) mit Einfriedungsmauer des Grundstücks zur Holdergasse und Nebengebäude (Steinplatz 23a, ehemaliges Spritzenhaus, seit den 1950er Jahren Transformatorenhaus auf dem Grundstück | Am Schloßberg 4 (Karte)                                  | 18./19. Jh. (Wohnhaus), 18. Jh. (Spritzenhaus) | baugeschichtlich und städtebaulich von Bedeutung, Nebengebäude ehemals möglicherweise Bestandteil der Wasserversorgung der Stadt | 09220252 |
| Weitere Bilder                          | Brunnentrog | Am Schloßberg 4 (neben) (Karte)                          | 18. Jh. (Brunnen) | technikgeschichtlich und ortsbildprägend von Bedeutung, barocker Sandsteinbrunnen | 09301675 |
| Weitere Bilder                          | Mietshaus in geschlossener Bebauung | Badergasse 1 (Karte)                                     | 1880er Jahre (Mietshaus) | mit Laden, baugeschichtlich und städtebaulich von Bedeutung, ein Gründerzeithaus | 09220239 |
| Weitere Bilder                          | Wohnhaus in geschlossener Bebauung | Badergasse 3 (Karte)                                     | 1880er Jahre (Wohnhaus) | mit Laden, baugeschichtlich und städtebaulich von Bedeutung, ein Gründerzeithaus | 09220241 |
| Weitere Bilder                          | Gaststätte Saxonia (ehem.) | Lange Straße 39 (Karte)                                  | Ende 16. Jh. (Wohnhaus) | Wohnhaus in Ecklage zur Badergasse (bauliche Einheit mit Lange Straße 39); baugeschichtlich, ortsgeschichtlich und städtebaulich von Bedeutung, ehemalige Gaststätte »Saxonia«, ein Renaissancebau mit straßenbildprägendem Giebel, Ladengeschäft im Erdgeschoss | 09220240 |
| Weitere Bilder                          | Wohnhaus in Ecklage (zwei Gebäudeteile, der Saalbau zur Straße Am Zwinger) | Badergasse 5 (Karte)                                     | bezeichnet 1700 (Wohnhaus) | baugeschichtlich und städtebaulich von Bedeutung, mit repräsentativem barocken Portal, Saalanbau 19. Jh. Das Haus wurde im 16. Jahrhundert nahe der ehemaligen Elbpforte errichtet. Das Portal ist im Schlussstein mit „1760“ datiert. Der Schlussstein ist mit einem Anker und den Lettern „C.C.S.B.“ verziert. Die Gebälkverdachung des Portals weist die Inschrift „In Deo Spes Mea“ (In Gott ist Hoffnung) auf. Über dem Portal befindet sich ein aus der zweiten Hälfte 18. Jahrhunderts stammendes Wandrelief, welches die Göttin Fortuna auf einer geflügelten Kugel zeigt. Im elbseitigen Anbau des Hauses befand einst die Gaststätte Bärenzwinger | 09220243 |
| Weitere Bilder                          | Wohnhaus in geschlossener Bebauung, mit zwei Seitenflügeln im Hof und Hinterhaus | Badergasse 7 (Karte)                                     | 1. Hälfte 17. Jh. (Wohnhaus) | baugeschichtlich und städtebaulich von Bedeutung | 09220238 |
| Weitere Bilder                          | Wohnhaus in Ecklage, mit Seitenflügel im Hof | Badergasse 8 (Karte)                                     | Ursprung Ende 16. Jh. (Wohnhaus) | baugeschichtlich und städtebaulich von Bedeutung, im Kern ein Renaissancebau, platzbildprägende Lage Am Markt, mit Katzentreppengiebel | 09220237 |
| Weitere Bilder                          | Wohnhaus (zwei Gebäudeteile) in geschlossener Bebauung, in Ecklage | Barbiergasse 1 (Karte)                                   | 16. Jh. (linker Hausteil), bezeichnet 1748 (rechter Hausteil)                                                                                     | baugeschichtlich und städtebaulich von Bedeutung, im Kern ein Renaissancebau, mit zwei barocken Segmentbogenportalen, platzbildprägend der Bauteil Am Markt mit Katzentreppengiebel | 09220201 |
| Weitere Bilder                          | Wohnhaus in geschlossener Bebauung | Barbiergasse 2 (Karte)                                   | um 1600 (Wohnhaus) | mit späterer Ladenfront, baugeschichtlich und städtebaulich von Bedeutung, Laden der Gründerzeit | 09220202 |
| Weitere Bilder                          | Wohnhaus in geschlossener Bebauung (gleiche bauliche Gestaltung wie Barbiergasse 4) | Barbiergasse 3 (Karte)                                   | 18. Jh. (Wohnhaus) | mit Laden, baugeschichtlich und städtebaulich von Bedeutung | 09220204 |
| Weitere Bilder                          | Wohnhaus in geschlossener Bebauung (gleiche bauliche Gestaltung wie Barbiergasse 3) mit Seitenflügel im Hof                                                                                               | Barbiergasse 4 (Karte)                                   | 18. Jh. (Wohnhaus) | Wohnhaus mit Laden, baugeschichtlich und städtebaulich von Bedeutung | 09220205 |
| Weitere Bilder                          | Wohnhaus in geschlossener Bebauung | Barbiergasse 5 (Karte)                                   | 1. Hälfte 19. Jh. (Wohnhaus) | baugeschichtlich und städtebaulich von Bedeutung | 09220019 |
| Weitere Bilder                          | Wohnhaus in geschlossener Bebauung | Barbiergasse 6 (Karte)                                   | 1. Hälfte 19. Jh. (Wohnhaus) | baugeschichtlich und städtebaulich von Bedeutung | 09225388 |
| Weitere Bilder                          | Wohnhaus in geschlossener Bebauung | Barbiergasse 7 (Karte)                                   | Ende 18. Jh. (Wohnhaus) | baugeschichtlich und städtebaulich von Bedeutung | 09220198 |
| Weitere Bilder                          | Wohnhaus in geschlossener Bebauung | Barbiergasse 8 (Karte)                                   | 16. Jh. (Wohnhaus) | baugeschichtlich und städtebaulich von Bedeutung, ein Renaissancebau mit einfachem Rundbogenportal | 09220196 |
| Weitere Bilder                          | Wohnhaus in geschlossener Bebauung, Eckhaus | Barbiergasse 9 (Karte)                                   | 3. Viertel 16. Jh. (Wohnhaus) | baugeschichtlich und städtebaulich von Bedeutung, mit Renaissance-Sitznischenportal | 09220194 |
| Weitere Bilder                          | Engelserkerhaus | Barbiergasse 10 (Karte)                                  | bezeichnet 1624 (Wohnhaus) | Wohnhaus (zwei Gebäudeteile) in geschlossener Bebauung, Eckhaus mit Seitenflügel im Hof und Hinterhaus; baugeschichtlich, künstlerisch, kunsthistorisch und städtebaulich von Bedeutung, ein Renaissancegebäude mit Sitznischenportal und straßenbildprägendem prächtigem Erker (sog. Engelserker) | 09220193 |
| Weitere Bilder                          | Wohnhaus in geschlossener Bebauung | Barbiergasse 11 (Karte)                                  | 17. Jh. (Wohnhaus) | baugeschichtlich und städtebaulich von Bedeutung, im Kern ein Renaissancebau | 09220195 |
| Weitere Bilder                          | Wohnhaus in geschlossener Bebauung | Barbiergasse 12 (Karte)                                  | Ende 19. Jh. (Wohnhaus) | baugeschichtlich und städtebaulich von Bedeutung, ein Gründerzeithaus (Klinkerfassade) | 09220197 |
| Weitere Bilder                          | Wohnhaus (zwei Hausnummern) in geschlossener Bebauung, mit Seitenflügel im Hof | Barbiergasse 14; 15 (Karte)                              | Ende 19. Jh. (Wohnhaus) | baugeschichtlich und städtebaulich von Bedeutung, früher Gründerzeitbau | 09220199 |
| Weitere Bilder                          | Mietshaus in geschlossener Bebauung | Barbiergasse 16 (Karte)                                  | bezeichnet 1887 (Mietshaus) | mit Ladenfront, baugeschichtlich und städtebaulich von Bedeutung, ein Gründerzeithaus | 09220207 |
| Weitere Bilder                          | Wohnhaus in geschlossener Bebauung | Barbiergasse 17 (Karte)                                  | 18. Jh. (Wohnhaus) | baugeschichtlich und städtebaulich von Bedeutung, mit barockem Segmentbogenportal und jüngerem Ladeneinbau | 09221208 |
| Weitere Bilder                          | Wohnhaus in geschlossener Bebauung, mit Seitenflügel im Hof und Hinterhaus | Barbiergasse 18 (Karte)                                  | Ende 18. Jh., im Kern älter (Wohnhaus) | baugeschichtlich und städtebaulich von Bedeutung, im Kern ein Renaissancebau, mit barockem Segmentbogenportal | 09220206 |
| Weitere Bilder                          | Wohnhaus in geschlossener Bebauung, mit Seitenflügel im Hof | Barbiergasse 19 (Karte)                                  | bezeichnet 1752, im Kern älter (Wohnhaus) | baugeschichtlich und städtebaulich von Bedeutung, ein Renaissancegebäude mit barockem Segmentbogenportal | 09220203 |
| Weitere Bilder                          | Wohnhaus in geschlossener Bebauung, mit Seitenflügel im Hof | Barbiergasse 20 (Karte)                                  | 17./18. Jh. (Wohnhaus) | baugeschichtlich und städtebaulich von Bedeutung, im Kern ein Renaissancebau, Ladenfront der Gründerzeit | 09220200 |
| Weitere Bilder                          | Villa | Dohnaischer Platz 6 (Karte)                              | um 1910 (Villa) | baugeschichtlich und städtebaulich von Bedeutung, ein Bau im Referomstil der Zeit um 1910, anspruchsvoll in neubarocker Art, ortsbildprägend an der Wallanlage | 09220267 |
| Weitere Bilder                          | Mietshaus, Eckhaus in halboffener Bebauung | Dohnaischer Platz 8 (Karte)                              | 1870er Jahre (Mietshaus) | baugeschichtlich und städtebaulich von Bedeutung, ein Bau der frühen Gründerzeit mit platzbildprägenden Balkonen, ortsbildprägend an der Wallanlage | 09220268 |
| Weitere Bilder                          | Mietshaus in geschlossener Bebauung | Dohnaische Straße 27 (Karte)                             | Ende 19. Jh. (Mietshaus) | baugeschichtlich und städtebaulich von Bedeutung, ein Gründerzeithaus (Klinkerfassade) mit straßenbildprägendem Erker, originale, aufwändig dekorierte Ladenfront | 09220170 |
| Weitere Bilder                          | Mietshaus in geschlossener Bebauung | Dohnaische Straße 29 (Karte)                             | Ende 19. Jh. (Mietshaus) | baugeschichtlich und städtebaulich von Bedeutung, ein Gründerzeithaus, prachtvolle Sandsteinfassade mit Balkonen | 09220171 |
| Weitere Bilder                          | Mietshaus in geschlossener Bebauung | Dohnaische Straße 31 (Karte)                             | Ende 19. Jh. (Mietshaus) | mit originaler Ladenfront, baugeschichtlich und städtebaulich von Bedeutung, ein Gründerzeithaus (Klinkerfassade), prachtvolle Fassade mit straßenbildprägenden Balkonen | 09220173 |
|                                         | Mietshaus in geschlossener Bebauung | Dohnaische Straße 33 (Karte)                             | Ende 19. Jh. (Mietshaus) | mit Laden, baugeschichtlich, künstlerisch und städtebaulich von Bedeutung, ein Gründerzeithaus (Sandsteinfassade) im Stil der Neorenaissance, Fassade mit Balkonen | 09220174 |
| Weitere Bilder                          | Wohnhaus in geschlossener Bebauung, mit Seitenflügel im Hof | Dohnaische Straße 35 (Karte)                             | Ende 18. Jh. (Wohnhaus) | baugeschichtlich und städtebaulich von Bedeutung | 09220180 |
| Weitere Bilder                          | Wohnhaus in geschlossener Bebauung und Seitenflügel im Hof | Dohnaische Straße 37 (Karte)                             | 17. Jh., überformt Ende 19. Jh. (Wohnhaus) | Wohnhaus mit Ladeneinbau, baugeschichtlich und städtebaulich von Bedeutung, im Kern ein Renaissancebau, in der Gründerzeit überformt (Zwerchhaus mit Voluten im Dach) | 09220181 |
| Weitere Bilder                          | Wohnhaus in geschlossener Bebauung | Dohnaische Straße 39 (Karte)                             | 1. Hälfte 19. Jh. (Wohnhaus) | mit Ladeneinbau, baugeschichtlich und städtebaulich von Bedeutung | 09227356 |
| Weitere Bilder                          | Wohnhaus in geschlossener Bebauung, mit Seitenflügel im Hof | Dohnaische Straße 41 (Karte)                             | 1776 (lt. Auskunft) | baugeschichtlich und städtebaulich von Bedeutung, ein barockes Gebäude mit repräsentativem Mittelportal und lisenengegliederter Fassade, Katzentreppengiebel | 09220188 |
| Weitere Bilder                          | Wohnhaus (zwei Gebäudeteile) in Ecklage | Dohnaische Straße 43 (Karte)                             | 2. Hälfte 16. Jh. (Wohnhaus) | baugeschichtlich, künstlerisch, straßenbildprägend und städtebaulich von Bedeutung, ein Patrizierhaus der Renaissance mit verstümmeltem Sitznischenportal, barocke Umbauten (Mansarddach) | 09220168 |
| Weitere Bilder                          | Wohnhaus in geschlossener Bebauung | Dohnaische Straße 50 (Karte)                             | 1. Hälfte 19. Jh. (Wohnhaus) | baugeschichtlich und städtebaulich von Bedeutung | 09220169 |
| Weitere Bilder                          | Wohnhaus in geschlossener Bebauung | Dohnaische Straße 52 (Karte)                             | um 1880 (Wohnhaus) | mit Ladeneinbauten, städtebaulich von Bedeutung | 09227256 |
| Weitere Bilder                          | Wohnhaus in geschlossener Bebauung, mit Hinterhaus | Dohnaische Straße 54 (Karte)                             | um 1600 (Wohnhaus) | baugeschichtlich und städtebaulich von Bedeutung, im Kern ein Renaissancebau, wuchtiges Portal von einem jüngeren Umbau | 09220172 |
| Weitere Bilder                          | Wohnhaus in geschlossener Bebauung | Dohnaische Straße 56 (Karte)                             | um 1850 (Wohnhaus) | städtebaulich von Bedeutung | 09227328 |
| Weitere Bilder                          | Wohnhaus in geschlossener Bebauung und Hinterhaus | Dohnaische Straße 58 (Karte)                             | 1. Hälfte 19. Jh. (Wohnhaus) | Wohnhaus mit Ladeneinbau, baugeschichtlich und städtebaulich von Bedeutung, ortsgeschichtlich interessant als ehemalige Buchbinderei, schöne Ladenfront | 09220175 |
| Weitere Bilder                          | Wohnhaus in geschlossener Bebauung | Dohnaische Straße 60 (Karte)                             | 2. Hälfte 19. Jh. (Wohnhaus) | baugeschichtlich und städtebaulich von Bedeutung, ein Gründerzeithaus mit noch klassizistischen Anklängen | 09220176 |
| Weitere Bilder                          | Wohnhaus in geschlossener Bebauung und Holzgartenlaube an der Grohmannstraße | Dohnaische Straße 62 (Karte)                             | 1. Hälfte 19. Jh. (Wohnhaus), um 1830 (Gartenlaube)                                                                                               | Wohnhaus mit Ladeneinbau, baugeschichtlich und städtebaulich von Bedeutung, die Gartenlaube errichtet auf der Escarpenmauer des Untergrabens | 09220177 |
| Weitere Bilder                          | Wohnhaus in geschlossener Bebauung | Dohnaische Straße 64 (Karte)                             | 1. Hälfte 16. Jh. (Wohnhaus) | baugeschichtlich, städtebaulich und kunstgeschichtlich von Bedeutung, im Kern ein spätgotisches Gebäude (Fenstergewände mit Stabwerk) | 09220178 |
| Weitere Bilder                          | Wohnhaus in geschlossener Bebauung, mit Hinterhaus | Dohnaische Straße 66 (Karte)                             | Anfang 18. Jh. (Wohnhaus) | baugeschichtlich und städtebaulich von Bedeutung, eigenwillig gestaltetes Portal | 09220179 |
| Weitere Bilder                          | Wohnhaus in geschlossener Bebauung | Dohnaische Straße 70 (Karte)                             | 17. Jh., überformt Ende 19. Jh. (Wohnhaus) | baugeschichtlich und städtebaulich von Bedeutung, im Kern ein Renaissancegebäude, gründerzeitlich überformt (Dachausbau) | 09220182 |
|                                         | Wohnhaus in geschlossener Bebauung, mit Seitenflügel im Hof | Dohnaische Straße 74 (Karte)                             | um 1550, Umbau bezeichnet 1729 (Wohnhaus) | baugeschichtlich, künstlerisch, kunsthistorisch und städtebaulich von Bedeutung, ein Renaissancegebäude mit schönem Portal im Ohrmuschelstil | 09220183 |
| Weitere Bilder                          | Abthaus | Dohnaische Straße 76 (Karte)                             | 17. Jh. (Wohnhaus), 16. Jh. (Hofgebäude) | Wohnhaus (heute Stadtbibliothek) in geschlossener Bebauung, mit Hofflügel und Hintergebäude (darunter das sog. Pesthaus); baugeschichtlich, künstlerisch, kunsthistorisch, ortshistorisch und städtebaulich von Bedeutung, prächtiges Renaissancegebäude mit wertvollem rundbogigen Portal, im Innern bemalte Bohlendecke, Hinterhaus auf der Stadtmauer mit Volutengiebeln, als weiteres Hofgebäude das sog. Pesthaus am Zollhof | 09220184 |
| Weitere Bilder                          | Wohnhaus in geschlossener Bebauung (ehem. Torbau des Dominikanerklosters) | Dohnaische Straße 78 (Karte)                             | 15. Jh. (Klosteranlagenteil), bezeichnet 1688 (Wappen an der Fassade)                                                                             | baugeschichtlich, städtebaulich und ortsgeschichtlich von Bedeutung, Renaissancebau mit spätgotischem Kern, der große rundbogige Durchgang ehemaliger Torbau des Dominikanerklosters (heute Durchgang zum Zollhof, siehe auch dort und Grohmannstraße 1), das Wappen am Haus stammt vom abgebrochenen Obertor | 09220185 |
| Weitere Bilder                          | Wohnhaus in geschlossener Bebauung | Dohnaische Straße 80 (Karte)                             | bezeichnet 1898–1899 (Wohnhaus) | originale Ladenfront, baugeschichtlich und städtebaulich von Bedeutung, ein Gründerzeithaus (Klinkerfassade) im Stil der Neorenaissance mit straßenbildprägendem Schweifgiebel | 09220186 |
| Weitere Bilder                          | Wohnhaus in geschlossener Bebauung | Dohnaische Straße 82 (Karte)                             | 16. Jh. (Wohnhaus) | baugeschichtlich und städtebaulich von Bedeutung, im Kern spätgotisch | 09220187 |
| Weitere Bilder                          | Wohnhaus in geschlossener Bebauung mit Hinterhaus | Dohnaische Straße 84 (Karte)                             | 16. Jh., später überformt (Wohnhaus) | baugeschichtlich und städtebaulich von Bedeutung, im Kern spätgotisch, gründerzeitlich überformt (schöne Ladenfront) | 09220189 |
| Weitere Bilder                          | Wohnhaus in geschlossener Bebauung, mit Hinterhaus | Dohnaische Straße 86 (Karte)                             | 16. Jh., später überformt (Wohnhaus) | baugeschichtlich und städtebaulich von Bedeutung, im Kern spätgotisch, gründerzeitlich überformt (weitgehend originale Ladenfront) | 09220190 |
| Weitere Bilder                          | Wohnhaus in geschlossener Bebauung, mit Hinterhaus und Resten des Kreuzgangs des benachbarten Klosters im Hof                                                                                             | Dohnaische Straße 88 (Karte)                             | 16. Jh., später überformt (Wohnhaus), spätgotisch (Kreuzgang)                                                                                     | baugeschichtlich, ortsgeschichtlich und städtebaulich von Bedeutung, das Haus im Kern spätgotisch, im Hof Teil des mittelalterlichen Kreuzgangs (Spitzbögen mit Maßwerk-Fragmenten) des benachbarten ehem. Dominikanerklosters | 09220191 |
| Weitere Bilder                          | Wohnhaus in geschlossener Bebauung, mit Hinterhaus | Dohnaische Straße 90 (Karte)                             | Ende 19. Jh., im Kern älter (16. Jh.) | baugeschichtlich und städtebaulich von Bedeutung, im Kern spätgotisch, gründerzeitlich überformt (schöne Ladenfront und straßenbildprägender Giebel) | 09220192 |
| Weitere Bilder                          | Stadtmauer und Wallanlage; Julius-Otto-Denkmal (Einzeldenkmal zu ID-Nr. 09223768) | Dr.-Wilhelm-Külz-Straße (Karte)                          | bezeichnet 1874 (Denkmal) | Einzeldenkmal der Sachgesamtheit Stadtmauer und Wallanlage: Denkmal für Julius Otto in den Wallanlagen; künstlerisch und ortsgeschichtlich von Bedeutung, Inschrift: „Julius Otto. Seinem Andenken von deutschen Sängern.“ | 09220279 |
| Weitere Bilder                          | Wohn- und Geschäftshaus, Eckhaus in geschlossener Bebauung | Dr.-Wilhelm-Külz-Straße 1 (Karte)                        | um 1890 (Mietshaus) | baugeschichtlich und städtebaulich von Bedeutung, ein Gründerzeithaus (Klinkerfassade) mit Eckerker, ortsbildprägend an der Wallanlage | 09220269 |
| Weitere Bilder                          | Mietshaus in geschlossener Bebauung | Dr.-Wilhelm-Külz-Straße 1a (Karte)                       | um 1880 (Mietshaus) | baugeschichtlich und städtebaulich von Bedeutung, ein Gründerzeithaus mit repräsentativer Fassade, ortsbildprägend an der Wallanlage | 09220270 |
| Weitere Bilder                          | Wohnhaus in geschlossener Bebauung | Dr.-Wilhelm-Külz-Straße 1b (Karte)                       | um 1850 (Wohnhaus) | baugeschichtlich und städtebaulich von Bedeutung, ortsbildprägend an der Wallanlage | 09220271 |
| Weitere Bilder                          | Kath. Pfarrei St. Kunigunde | Dr.-Wilhelm-Külz-Straße 2 (Karte)                        | um 1870 (Pfarrhaus) | Pfarramt der Gemeinde St. Kunigunde; baugeschichtlich, künstlerisch und städtebaulich von Bedeutung, platzbildend an der Kirche gelegen, ein Gründerzeithaus im neogotischen Stil, ortsbildprägend an der Wallanlage | 09220272 |
| Weitere Bilder                          | Kath. Kunigundenkirche | Dr.-Wilhelm-Külz-Straße 3 (Karte)                        | 1865 bis 1869 (Kirche); 1923 (Glasgemälde); bez. 1868 (Retabel)                                                                                   | Kath. Kirche; baugeschichtlich, künstlerisch, kunsthistorisch und städtebaulich von Bedeutung, Pfarrkirche im neogotischen Stil, Architekt: Karl Adolf Canzler, ortsbildprägend an der Wallanlage. | 09220273 |
| Weitere Bilder                          | Kath. Pfarrei St. Kunigunde | Dr.-Wilhelm-Külz-Straße 4 (Karte)                        | um 1870 (Pfarrhaus) | Pfarrhaus der Gemeinde St. Kunigunde; baugeschichtlich, künstlerisch und städtebaulich von Bedeutung, platzbildend an der Kirche gelegen, ein Gründerzeithaus im neogotischen Stil, ortsbildprägend an der Wallanlage | 09220274 |
| Weitere Bilder                          | Wohnhaus in halboffener Bebauung | Dr.-Wilhelm-Külz-Straße 5 (Karte)                        | 1870er Jahre (Wohnhaus) | baugeschichtlich, künstlerisch und städtebaulich von Bedeutung, anspruchsvoll gestaltetes Gründerzeithaus mit noch spätklassizistischen Anklängen, hervorgehoben der Mittelrisalit mit Balkon, ortsbildprägend an der Wallanlage | 09220275 |
| Weitere Bilder                          | Wohnhaus in halboffener Bebauung | Dr.-Wilhelm-Külz-Straße 5b (Karte)                       | 1880er Jahre (Wohnhaus) | baugeschichtlich und städtebaulich von Bedeutung, ein Gründerzeithaus, ortsbildprägend an der Wallanlage | 09220276 |
| Weitere Bilder                          | Mietshaus in halboffener Bebauung | Dr.-Wilhelm-Külz-Straße 6 (Karte)                        | um 1900 (Mietshaus) | baugeschichtlich und städtebaulich von Bedeutung, ein Gründerzeithaus mit Eckerker, repräsentativ historistisch im Stil, ortsbildprägend an der Wallanlage | 09220277 |
| Weitere Bilder                          | Mietshaus, Eckhaus in halboffener Bebauung | Dr.-Wilhelm-Külz-Straße 6b (Karte)                       | 1890er Jahre (Mietshaus) | baugeschichtlich und städtebaulich von Bedeutung, ein Gründerzeithaus im Stil der deutschen Neorenaissance, markante Eckausbildung mit Balkonen und Türmchen, Seitenrisalit mit Giebel und Balkonen, ortsbildprägend an der Wallanlage | 09220278 |
| Weitere Bilder                          | Wohnhaus in halboffener Bebauung | Dr.-Wilhelm-Külz-Straße 7 (Karte)                        | 1890er Jahre (Wohnhaus) | baugeschichtlich und städtebaulich von Bedeutung, ein Gründerzeithaus, ortsbildprägend an der Wallanlage | 09220280 |
| Weitere Bilder                          | Villa, mit Einfriedung und Türbogen in der Einfriedung | Dr.-Wilhelm-Külz-Straße 8 (Karte)                        | um 1895 (Villa) | baugeschichtlich, künstlerisch, städtebaulich und ortsgeschichtlich von Bedeutung, ein Gründerzeitgebäude im Stil der deutschen Neorenaissance mit Volutengiebel, ortsbildprägend an der Wallanlage | 09220281 |
| Weitere Bilder                          | Wohnhaus (zwei Bauteile) in Ecklage (Hinterhaus und Seitenflügel von Kirchplatz 6) | Fleischergasse 1b; 1c (Karte)                            | Ende 17. Jh. (Wohnhaus) | baugeschichtlich und städtebaulich von Bedeutung | 09220255 |
| Weitere Bilder                          | Wohnhaus in geschlossener Bebauung (Hinterhaus von Niedere Burgstraße 4) | Fleischergasse 4 (Karte)                                 | 18. Jh. (Wohnhaus) | baugeschichtlich und städtebaulich von Bedeutung | 09223723 |
| Weitere Bilder                          | Wohnhaus in geschlossener Bebauung | Fleischergasse 6 (Karte)                                 | bezeichnet 1792 (Wohnhaus) | baugeschichtlich und städtebaulich von Bedeutung, schlichter Barockbau mit Korbbogenportal | 09220254 |
|                                         | Wohn- und Gewerbebau, mit Wirtschaftsgebäude | Fleischergasse 7; 7a; 7b; 8; 8a; 8b; 8c (Karte)          | 19. Jh. (Schlachthof) | Wohn- und Gewerbebau (zwei Hausteile), mit Wirtschaftsgebäude an der Holdergasse (Nr. 8a–8c, heute Wohnhaus mit mehreren Eingängen – bildet ein Grundstück mit Fleischergasse 9–9h); baugeschichtlich und ortsgeschichtlich von Bedeutung, ursprünglich zum Schlachthof gehörig | 09220253 |
| Weitere Bilder                          | Wirtschaftsgebäude (heute Wohnhaus) | Fleischergasse 9; 9a; 9b; 9c; 9d; 9e; 9f; 9g; 9h (Karte) | 19. Jh. (Wirtschaftsgebäude) | Wirtschaftsgebäude (heute Wohnhaus mit mehreren Eingängen, ein Grundstück mit Fleischergasse 8–8c); baugeschichtlich und ortsgeschichtlich von Bedeutung | 09301264 |
| Weitere Bilder                          | Mietshaus, in Ecklage | Gerichtsstraße 4 (Karte)                                 | um 1905 (Mietshaus) | baugeschichtlich und städtebaulich von Bedeutung, ein Gründerzeithaus mit Anklängen an den Jugendstil, ortsbildprägend an der Wallanlage | 09220282 |
| Weitere Bilder                          | Mietshaus | Gerichtsstraße 5 (Karte)                                 | 1890er Jahre (Mietshaus) | baugeschichtlich und städtebaulich von Bedeutung | 09220283 |
| Weitere Bilder                          | Wieders Varieté-Theater (ehem.) | Gerichtsstraße 6 (Karte)                                 | bezeichnet 1896 (Varieté) | Theater, Halle mit großen Rundbogenfenstern; ortsgeschichtlich und städtebaulich von Bedeutung | 09221230 |
| Weitere Bilder                          | Kursächsische Postmeilensäule; Kopie einer Distanzsäule Postmeilensäule | Grohmannstraße (Karte)                                   | bezeichnet 1722 (Postdistanzsäule) | Kopie einer Distanzsäule, verkehrsgeschichtlich von Bedeutung Denkmaltext Kopie einer Kursächsischen Distanzsäule bezeichnet 1722, aus Sandstein, circa 4,5 m ist als ein in der typischen Form mit Entfernungsangaben beschrifteter Obelisk auf hohem Sockel, mit je zwei polnischen und Kurwappen sowie „AR“- Monogramm und Posthornzeichen errichtet worden. Ursprünglich stand die Säule in der Breiten Gasse. Im Jahr 1843 versetzte man die Säule an den Eingang des „Brotkorbweges“. Um 1905 wurde ihre ein neues Schriftstück aus Cottaer Sandstein eingefügt und versetzte sie an den Tischerplatz. Seit 1956 ist die Säule am Eingang der Jacobäer Straße platziert. 1983 wurde die Spitze ersetzt. | 09221076 |
| Weitere Bilder                          | Stadtmauer und Wallanlage: Bronzeplastik „Kleiner Faun“ in der Promenade (Einzeldenkmal zu ID-Nr. 09223768)                                                                                               | Grohmannstraße (Karte)                                   | Guss 1913 (Statue) | Einzeldenkmal der Sachgesamtheit Stadtmauer und Wallanlage: Bronzeplastik „Kleiner Faun“ in der Promenade; künstlerisch und ortsgeschichtlich von Bedeutung, gestiftet vom Verschönerungsverein | 09223724 |
| Weitere Bilder                          | Stadtmauer und Wallanlage: Denkmal für die Opfer des Faschismus, in der Promenade (Einzeldenkmal zu ID-Nr. 09223768)                                                                                      | Grohmannstraße (Karte)                                   | 1953 (VdN/OdF) | Einzeldenkmal der Sachgesamtheit Stadtmauer und Wallanlage: Denkmal für die Opfer des Faschismus, in der Promenade; geschichtlich und ortsgeschichtlich von Bedeutung, mit Inschrift „Die Toten mahnen“. | 09301496 |
| Weitere Bilder                          | Hauptzollamt | Grohmannstraße 1 (Karte)                                 | 1834 (Zollhaus) | Verwaltungsbau mit Seitenflügel im Hof (sogenannter Zollhof); baugeschichtlich, städtebaulich und ortsgeschichtlich von Bedeutung, stattlicher klassizistischer Bau mit Mittelrisalit mit Dreiecksgiebel, ortsbildprägend an der Wallanlage | 09220260 |
| Weitere Bilder                          | Gartenhaus und Einfriedung | Grohmannstraße 2b (Karte)                                | um 1830 (Gartenhaus) | baugeschichtlich, städtebaulich und ortsgeschichtlich von Bedeutung, klassizistisches Gartenhaus, errichtet auf der Escarpenmauer des Untergrabens, ortsbildprägend an der Wallanlage | 09220263 |
| Weitere Bilder                          | Gartenhaus | Grohmannstraße 2c (Karte)                                | um 1830 (Gartenhaus) | baugeschichtlich, städtebaulich und ortsgeschichtlich von Bedeutung, klassizistisches Gartenhaus, errichtet auf der Escarpenmauer des Untergrabens, ortsbildprägend an der Wallanlage | 09220264 |
| Weitere Bilder                          | Villa | Grohmannstraße 2d (Karte)                                | bezeichnet 1891 (Wohnhaus) | baugeschichtlich und städtebaulich von Bedeutung, ein Gründerzeitgebäude (Rohziegelbau) mit Türmchen und Schweifgiebel, ortsbildprägend an der Wallanlage | 09220265 |
|                                         | Wohnhaus in geschlossener Bebauung | Holdergasse 1 (Karte)                                    | 18. Jh. (Wohnhaus) | baugeschichtlich und städtebaulich von Bedeutung | 09227085 |
| Weitere Bilder                          | Wohnhaus, Eckhaus in geschlossener Bebauung | Holdergasse 3 (Karte)                                    | um 1850 (Wohnhaus) | baugeschichtlich, hausgeschichtlich und städtebaulich von Bedeutung, anspruchsvoll gestaltete Fassade zur Langen Straße, straßenbildprägend | 09220102 |
| Weitere Bilder                          | Wohnhaus | Holdergasse 4 (Karte)                                    | 18. Jh. (Wohnhaus) | baugeschichtlich und städtebaulich von Bedeutung, mit Korbbogenportal | 09220103 |
| Weitere Bilder                          | Wohnhaus (von der Straße zurückgesetzt) | Holdergasse 5 (Karte)                                    | 19. Jh. (Wohnhaus) | baugeschichtlich und hausgeschichtlich von Bedeutung, vermutlich auf die Stadtmauer gebaut | 09227086 |
| Weitere Bilder                          | Wohnhaus, Eckhaus in halboffener Bebauung, mit Läden und Hinterhaus | Jacobäerstraße 1 (Karte)                                 | 1890er Jahre, im Kern älter (Wohnhaus) | baugeschichtlich und städtebaulich von Bedeutung, Fassaden der Gründerzeit mit straßenbildprägenden Giebeln (diese mit Obelisken), das Gebäude im Kern älter | 09221075 |
| Weitere Bilder                          | Eingeschossiger Verkaufspavillon | Jacobäerstraße 2 (Karte)                                 | 1920er Jahre (Verkaufspavillon) | baugeschichtlich und städtebaulich von Bedeutung, Art-déco-Gestaltung | 09225223 |
| Weitere Bilder                          | Mietshaus, Eckhaus | Jacobäerstraße 3 (Karte)                                 | bezeichnet 1891 (Mietshaus) | mit Laden, baugeschichtlich und städtebaulich von Bedeutung, ein Gründerzeithaus (Klinkerfassade) mit straßenbildprägendem Eckerker, ortsbildprägend an der Wallanlage | 09221071 |
| Weitere Bilder                          | Wohnhaus in Ecklage | Jacobäerstraße 4 (Karte)                                 | 19. Jh. (Wohnhaus) | baugeschichtlich und städtebaulich von Bedeutung, ortsbildprägend an der Wallanlage | 09227076 |
| Weitere Bilder                          | Mietshaus in geschlossener Bebauung, mit Läden | Jacobäerstraße 5 (Karte)                                 | 1880er Jahre (Mietshaus) | baugeschichtlich und städtebaulich von Bedeutung, ein Gründerzeithaus | 09221072 |
| Weitere Bilder                          | Mietshaus in geschlossener Bebauung | Jacobäerstraße 6 (Karte)                                 | 1880er Jahre (Mietshaus) | mit Laden, baugeschichtlich und städtebaulich von Bedeutung, ein Gründerzeithaus | 09221073 |
| Weitere Bilder                          | Mietshaus in geschlossener Bebauung | Jacobäerstraße 7 (Karte)                                 | 1880er Jahre (Mietshaus) | baugeschichtlich und städtebaulich von Bedeutung, ein Gründerzeithaus mit straßenbildprägendem Mittelrisalit und Dachhäuschen und originalen Ladenfronten | 09221074 |
| Weitere Bilder                          | Wohnhaus in geschlossener Bebauung (ein Grundstück mit Am Markt 6) | Kirchgasse 1 (Karte)                                     | 18. Jh. (Wohnhaus) | baugeschichtlich und städtebaulich von Bedeutung | 09221223 |
| Weitere Bilder                          | Wohnhaus in geschlossener Bebauung | Kirchgasse 2 (Karte)                                     | vermutlich 17. Jh. (Wohnhaus) | baugeschichtlich und städtebaulich von Bedeutung | 09221224 |
|                                         | Wohnhaus in geschlossener Bebauung, in Ecklage | Kirchgasse 3 (Karte)                                     | 2. Hälfte 17. Jh. (Wohnhaus) | baugeschichtlich und städtebaulich von Bedeutung, giebelständiges Gebäude (Halbgiebel) | 09221225 |
|                                         | Brunnentrog (nordöstlich des Chores von St. Marien) | Kirchplatz (Karte)                                       | bezeichnet 1768 (Brunnen) | künstlerisch, technikgeschichtlich und ortsbildprägend von Bedeutung | 09220050 |
| Weitere Bilder                          | Wohnhaus, Eckhaus in geschlossener Bebauung | Kirchplatz 1 (Karte)                                     | um 1550 (Wohnhaus) | baugeschichtlich und städtebaulich von Bedeutung, ein Renaissancegebäude mit Volutengiebel zur Töpfergasse | 09220038 |
| Weitere Bilder                          | Wohnhaus in geschlossener Bebauung | Kirchplatz 2 (Karte)                                     | bezeichnet 1525 im Portal (Wohnhaus) | baugeschichtlich, künstlerisch und städtebaulich von Bedeutung, ein Renaissancegebäude mit Sitznischenportal, im Inneren Wendeltreppe | 09220039 |
| Weitere Bilder                          | Wohnhaus in geschlossener Bebauung | Kirchplatz 3 (Karte)                                     | 2. Hälfte 16. Jh. (Wohnhaus) | baugeschichtlich und städtebaulich von Bedeutung, ein Renaissancegebäude mit Resten eines Sitznischenportals und Tordurchfahrt | 09220040 |
| Weitere Bilder                          | Wohnhaus (im Erdgeschoss Gaststätte) in geschlossener Bebauung, mit Hinterhaus | Kirchplatz 4 (Karte)                                     | um 1550 (Wohnhaus) | baugeschichtlich und städtebaulich von Bedeutung, ein Renaissancegebäude mit Sitznischenportal | 09220041 |
| Weitere Bilder                          | Hotel Deutsches Haus | Kirchplatz 5 (Karte)                                     | am Relief bezeichnet 1561, Umbau bezeichnet 1804 (Wohnhaus)                                                                                       | Wohnhaus (später Hotel) in geschlossener Bebauung, mit Läden; baugeschichtlich und städtebaulich von Bedeutung, ein überformter Renaissancebau mit späterer Tordurchfahrt | 09220042 |
| Weitere Bilder                          | Wohnhaus (drei Eingänge) in Ecklage | Kirchplatz 6; 6a; 6b (Karte)                             | Anfang 17. Jh. (Wohnhaus) | Wohnhaus (drei Eingänge) in Ecklage (Hinterhaus und Seitenflügel, siehe Fleischergasse 1b/1c); baugeschichtlich und städtebaulich von Bedeutung, im Kern ein Renaissancebau | 09220043 |
| Weitere Bilder                          | Wohnhaus in (ehemals) geschlossener Bebauung | Kirchplatz 7 (Karte)                                     | Anfang 17. Jh. (Wohnhaus) | baugeschichtlich und städtebaulich von Bedeutung, typischer Renaissancebau | 09220044 |
| Weitere Bilder                          | Alte Mädchenschule | Kirchplatz 10 (Karte)                                    | Ende 16. Jh. (Wohnhaus) | Wohnhaus (ehemalige Schule) in geschlossener Bebauung; baugeschichtlich, ortsgeschichtlich und städtebaulich von Bedeutung, ein Renaissancebau mit bemerkenswerten Fenstergewänden, ehemalige Mädchenschule (Mägdleinschule). | 09220045 |
| Weitere Bilder                          | Wohnhaus in halboffener Bebauung | Kirchplatz 11 (Karte)                                    | 18. Jh. (Wohnhaus) | Wohnhaus in halboffener Bebauung (ein Grundstück mit Schloßstraße 1) mit seitlicher Toreinfahrt; baugeschichtlich und städtebaulich von Bedeutung | 09220046 |
| Weitere Bilder                          | Wohnhaus in geschlossener Bebauung (ein Grundstück mit Am Markt 4) | Kirchplatz 12 (Karte)                                    | 18. Jh. (Wohnhaus) | baugeschichtlich und städtebaulich von Bedeutung, mit schönem Portal | 09220047 |
| Weitere Bilder                          | Pfarrhaus | Kirchplatz 13 (Karte)                                    | um 1890 (Pfarrhaus) | Eckhaus in geschlossener Bebauung; baugeschichtlich und städtebaulich von Bedeutung, ein Gründerzeithaus mit repräsentativer Fassade im Stil der Neorenaissance | 09220048 |
| Weitere Bilder                          | Ev. Stadtkirche St. Marien; Marienkirche | Kirchplatz 14 (Karte)                                    | 1466–1479 (Turm), bezeichnet 1502 und bezeichnet 1546 (Langhaus), Mitte 16. Jh. (Gemäldezyklus), 1889/1890 (Glasgemälde), 1570/71 (nördl. Empore) | Kirche (mit Ausstattung); eine der bedeutenden spätgotischen Hallenkirchen in Sachsen, baugeschichtlich, kunstgeschichtlich, künstlerisch, ortsbildprägend, ortsgeschichtlich und städtebaulich von Bedeutung. Die ev.-luth. Stadtkirche St. Marien wurde 1502–1546 an Stelle eines älteren gotischen Vorgängerbaus errichtet. | 09220049 |
|                                         | Wohnhaus in Ecklage | Klosterhof 1 (Karte)                                     | 1. Drittel 18. Jh. (Wohnhaus) | baugeschichtlich und städtebaulich von Bedeutung | 09221190 |
|                                         | Dominikanerkloster (ehem.); Stadtmuseum | Klosterhof 2 (Karte)                                     | um 1500 (Refektorium) | Wahrscheinlich ehemaliges Sommerrefektorium des Dominikanerklosters (auch Marienkapelle genannt) und daran anschließend der zweigeschossige ehemalige Kapitelsaal des Klosters, heute Stadtmuseum; baugeschichtlich, kunsthistorisch, künstlerisch, städtebaulich und ortsgeschichtlich von Bedeutung, ortsbildprägend nahe der Wallanlage. Das Stadtmuseum Pirna entstand aus der Vereinigung des 1861 angelegten Museums des Städtischen Gewerbevereins und der seit 1878 bestehenden musealen Sammlungen des Gebirgsvereins für die Sächsische Schweiz. Seit 1923 befinden sich die Ausstellungen des Stadtmuseums im Kapitelsaalgebäude des früheren Klosters. | 09220258 |
| Weitere Bilder                          | Dominikanerklosterkirche (ehem.); Klosterkirche St. Heinrich | Klosterhof 2 (bei) (Karte)                               | um 1300 (Klosteranlagenteil) | Ehemalige Klosterkirche des Dominikanerkloster, heute kath. Kirche; baugeschichtlich, geschichtlich, kunstgeschichtlich, künstlerisch, ortsbildprägend und städtebaulich von Bedeutung, seltene zweischiffige, spätgotische Hallenkirche, zwischen Klosterhof und Zollhof gelegen, ortsbildprägend nahe der Wallanlage | 09221213 |
| Weitere Bilder                          | Ehemalige Schule, heute Verwaltungsgebäude (ehemals Stadtarchiv) | Klosterhof 3 (Karte)                                     | 1828–1830, später überformt (Schule) | Ehem. Schule, baugeschichtlich, ortsgeschichtlich und städtebaulich von Bedeutung, stattlicher Bau des Klassizismus, ortsbildprägend an der Wallanlage | 09220257 |
| Weitere Bilder                          | Gaststätte Zum Dampfschiff | Klosterhof 4 (Karte)                                     | um 1900 (Wohnhaus) | Wohnhaus (zwei Gebäude), das Eckhaus mit Gaststätte; baugeschichtlich und städtebaulich von Bedeutung, das Eckhaus ein Gründerzeitgebäude mit straßenbildprägenden Volutengiebeln | 09220256 |

## Ausführliche Denkmaltexte
1. ↑  
Das Pirnaer Rathaus ist im Kern eines der ältesten Gebäude der Stadt, es wurde erstmals 1386 genannt. Nach einem Brand entstand 1486 ein Neubau im spätgotischen Stil. Davon zeugt das Hauptportal an der Ostseite. 1555/56 erfolgte ein grundlegender Umbau des dreigeschossigen Gebäudes. Von diesem Umbau blieben die prägenden Renaissance-Giebel, die Fenstergewände sowie die das Gebäude gliederndern Gesimse erhalten. Der barocke Turm wurde 1718 hinzugefügt, der Balkon an der Südseite folgte 1769. Über Jahrhunderte hinweg war das Rathaus mehr Handels- denn Verwaltungshaus. Es bot den Fleischern (Fleischbank), Bäckern und Tuchmachern feste Verkaufsstände und -räume. Daneben beherbergte es den Ratssaal sowie Archiv- und Kämmereizimmer. Mit Einführung der Sächsischen Städteordnung (1832) stieg der Platzbedarf der Verwaltung, so dass die Fleischbänke 1878 abgebrochen und an der West- und Nordseite durch einen Erweiterungsbau im Stil der Neorenaissance ersetzt wurden. Doch noch bis Anfang des 20. Jahrhunderts befanden sich Geschäfte und Läden im Erdgeschoss. Das Gebäude verfügt über mehrere historisch bemerkenswerte Details, dazu zählen insbesondere das alte bis 1549 gültige Stadtwappen (Ostseite), das Relief des Bürgermeisters Fuchs von 1551 (Südseite), die 1612 geschaffene Figur der Justitia (Westseite), die Sonnenuhr von 1637 (Südseite) und die Kunstuhr mit dem plastisch gestalteten Stadtwappen (Ostseite). Die Löwen schlagen mit ihren Pranken die Stunden an. Das östliche Zifferblatt der Uhr verfügt noch über ein Renaissance-Zifferblatt, hier zeigt der lange Zeiger die Stunden und der kleine Zeiger die Minuten an. Das Gebäude wurde im Zuge der Stadtsanierung zwischen 1991 und 1997 grundlegend saniert.
2. ↑   
Das dreistöckige Haus Am Markt 3 ist eines der bauhistorisch bedeutendsten Gebäude Pirnas. Es wurde 1506 vom Baumeister Peter Ulrich erbaut und als eigenes Wohnhaus genutzt. Ulrich war damals mit dem Bau der benachbarten Stadtkirche St. Marien betraut. Im Laufe der Jahrhunderte erfuhr das Gebäude mehrfache Nutzungsänderungen und Umbauten. In einem mit Zellengewölbe gestalteten Erdgeschossraum war von 1572 bis 1575 die erste Pirnaer Apotheke untergebracht (später Am Markt 17). Vom Ursprungsbau blieben zahlreiche spätgotische Fenstergewände sowie das markante Sitznischenportal mit fünffachem Kielbogen erhalten. Der ebenfalls sehenswerte Renaissancegiebel an der Ostseite (Kirchplatz) des Hauses wird durch ein benachbartes Gebäude weitgehend verdeckt. Im Obergeschoss befindet sich zudem eine auf das Erbauungsjahr 1506 datierte Bohlen-Balken-Decke. Das Gebäude befindet sich mittlerweile im Eigentum des bekannten Künstlers Tom Pauls, der es von 2009 bis 2011 grundlegend sanieren ließ. Es wird als Theater genutzt und ist Sitz der Ilse-Bähnert-Stiftung.
3. ↑  
Im Jahre 1722 begann man im Kurfürstentum Sachsen mit der Aufstellung der Kursächsischen Postmeilensäulen. Kurfürst Friedrich August I. wollte hierdurch ein zeitgemäßes Verkehrs- und Transportleitsystem im Kurfürstentum aufbauen, um Handel und Wirtschaft zu fördern. Er beauftragte mit Generalvollmacht Magister Adam Friedrich Zürner (1679–1742) mit der Durchführung. Das System der Postmeilensäulen umfasste Distanzsäulen, Viertelmeilensteine, Halb- und Ganzmeilensäulen. Die Distanzsäulen sollten in den Städten vor den Stadttoren, später nur auf den Marktplätzen aufgestellt werden. Entlang der Poststraßen wurden Viertelmeilensteine, Halb- und Ganzmeilensäulen aufgestellt. Sie erhielten eine fortlaufende Nummerierung (Reihennummer), beginnend vom Anfang der Vermessung. Die Ganzmeilensäulen wurden außerhalb der Städte an den Poststraßen im Abstand von 1 Meile (= 9,062 km) aufgestellt. Die Distanzsäulen waren mit dem Monogramm „AR“ für „Augustus Rex“, dem kursächsisch und polnisch-litauischen Doppelwappen sowie der polnischen Königskrone gekennzeichnet. Die Ganzmeilen-, Halbmeilensäulen und Viertelmeilensteine waren alle ähnlich beschriftet, alle trugen kein Wappen, aber das Monogramm „AR“. Die Entfernungsangaben erfolgten in Wegestunden (1 Stunde= ½ Postmeile = 4,531 km). Dieses Meilensystem war das erste europäische Verkehrsleitsystem. Der hier betrachteten Säule kommt als Teil des überregional bedeutenden Postwegesystems eine hohe verkehrsgeschichtliche Bedeutung zu (LfD/2013).
4. ↑  
Es handelt sich um eine dreischiffige Hallenkirche mit sieben Jochen. Das Mittelschiff ist mit Halbtonnen und Netzgewölbe versehen, die Seitenschiffe verfügen über Sterngewölbe. Die Marienkirche ist mit ihren Innenmaßen von 65 Meter Länge und 35 Meter Breite nach der Peterskirche von Görlitz und der Annenkirche von Annaberg-Buchholz eine der größten sächsischen Hallenkirchen. Mit einer Dachfirsthöhe von 40 Metern prägt sie das Bild der Pirnaer Altstadt. Der Innenraum bietet ca. 1.000 Besuchern Platz. Der 60 Meter hohe Turm wurde bereits 1466–1479 an den Vorgängerbau angebaut. Im Inneren ist insbesondere die Ausmalung der Gewölbedecke von 1545/46 sehenswert. Dargestellt werden die zentralen Themen der (damals noch neuen) lutherischen Lehre. Denkmalpflegerisch bemerkenswert sind darüber hinaus die spätgotische Sandsteinkanzel (um 1520), der 10 Meter hohe Sandsteinaltar (1612) und der Taufstein mit seinen 26 Kinderfiguren (1561). In die bauliche Innen- wie Außensanierung der Marienkirche wurden zwischen 1995 und 2005 ca. 4,5 Mill. € investiert.